# Округ Линколн (Ајдахо)
Округ Линколн (енгл. Lincoln County) је округ у америчкој савезној држави Ајдахо.

## Демографија
По попису из 2010. године број становника је 5.208, што је 1.164 (28,8%) становника више него 2000. године.
| Група             | 2000.         | 2010.         |
| Белци             | 3.375 (83,5%) | 3.607 (69,3%) |
| Афроамериканци    | 19 (0,5%)     | 19 (0,4%)     |
| Азијати           | 18 (0,4%)     | 20 (0,4%)     |
| Хиспаноамериканци | 542 (13,4%)   | 1.476 (28,3%) |
| Укупно            | 4.044         | 5.208         |